# Seznam kanadských fotografek
Toto je seznam kanadských fotografek, které se v Kanadě narodily nebo jejichž díla jsou s touto zemí úzce spjata.

## A
- Arwa Abouon (1982–2020), libyjsko-kanadská fotografka zaměřená na islámksou kulturu
- Shelagh Alexander (1959–2017), umělecká fotografka
- Vikky Alexanderová (* 1959), instalační umělkyně a fotografka, která často zhotovuje velké nástěnné malby
- Lillian B. Allen (1904–1994), malířka, učitelka a fotografka přírody
- Jennifer Alleynová (* 1969) kanadská umělkyně, filmařka, spisovatelka a fotografka švýcarského původu, žije a pracuje v Montréalu
- Evelyn Andrusová (1909–1972), fotografka a první prezidentka Torontského Camera Clubu
- Sara Angelucci (* 1962), fotografie, videoart
- Raymonde Aprilová (* 1953), fotografka a akademička, získala Řád Kanady za přínos kanadské fotografi
- Joi Arcand (* 1982), umělecká fotografie domorodců kmene Kríů
- Barbara Astman (* 1950), hybrid fotografie a nových médií
- Melissa Auf der Maur (* 1972), fotografka a hudebnice

## B

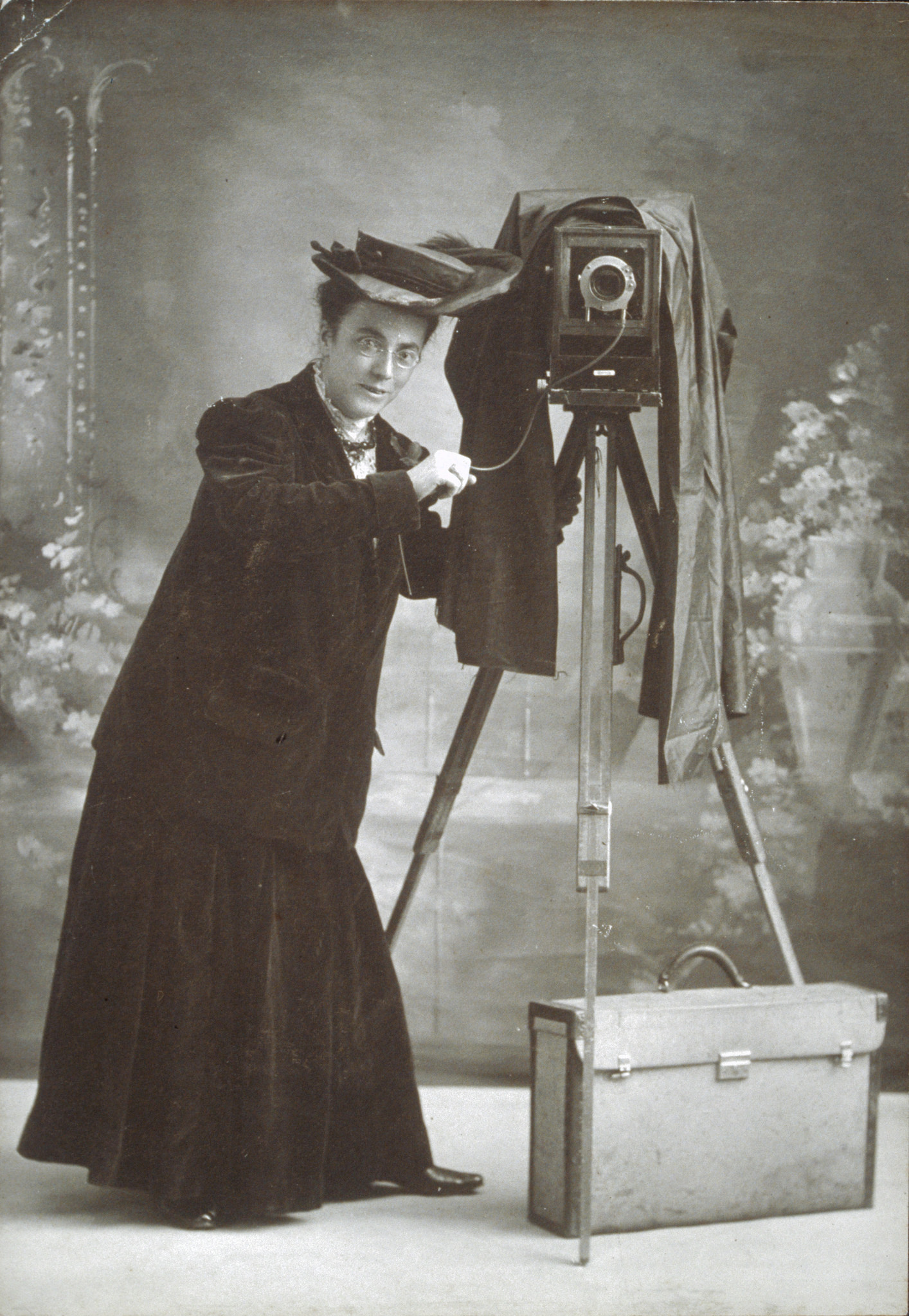
Jessie Tarbox Bealsová

- Marian Penner Bancroft (* 1947), umělkyně, fotografka a pedagog
- Jessie Tarbox Bealsová (1870–1942), vizte seznam amerických fotografek
- Claire Beaugrand Champagne (* 1948), dokumentární fotografka
- Sylvie Bélanger (* 1951), video, fotografie, instalace
- Edith Hallett Bethune (1890–1970), fotografka, ilustrátorka
- Lori Blondeau (* 1964), etnická skupina Kríové / Saulteaux / Métis, jejíž tvorba zahrnuje performativní umění, instalaci a fotografii
- Theodosia Bond (1915–2009), fotografie krajiny a rostlin
- Roberta Bondarová (* 1945), fotografka krajiny, první kanadská astronautka a první neuroložka ve vesmíru
- Diane Borsato, vizuální umělkyně, zkoumá pedagogické postupy prostřednictvím představení, intervence, videa, instalace a fotografie
- Dianne Bos (* 1956), fotografka
- Tess Boudreau (zemřela 2007), dokumentární fotografie a portrétní fotografie umělců
- Deanna Bowen (* 1969), interdisciplinární umělkyně
- Fiona Bowie, umělkyně vytváří instalace, používá film, video, fotografii a sochařství
- Amber Brackenová (* 1984), fotožurnalistka a vítězka World Press Photo 2021
- Reva Brooks (1913–2004), fotografovala v Mexiku, pracovala na výstavě Lidská rodina v MoMA
- Karin Bubaš (* 1976), současná umělkyně, používá fotografii, kresbu a malbu
- Kay Burns, multidisciplinární umělkyně

## C
- Geneviève Cadieux (* 1955), ženská mimika

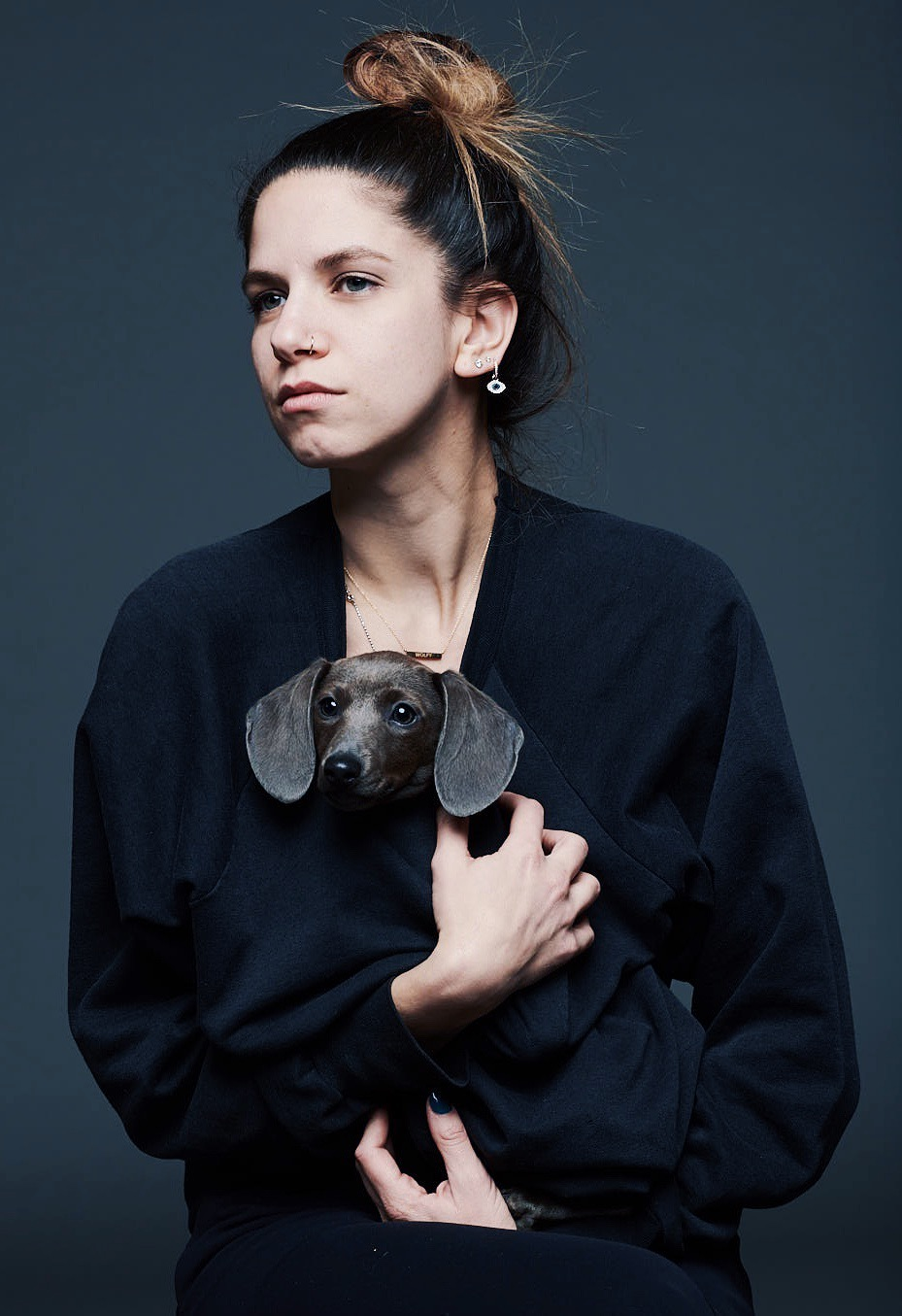
Caitlin Cronenbergová

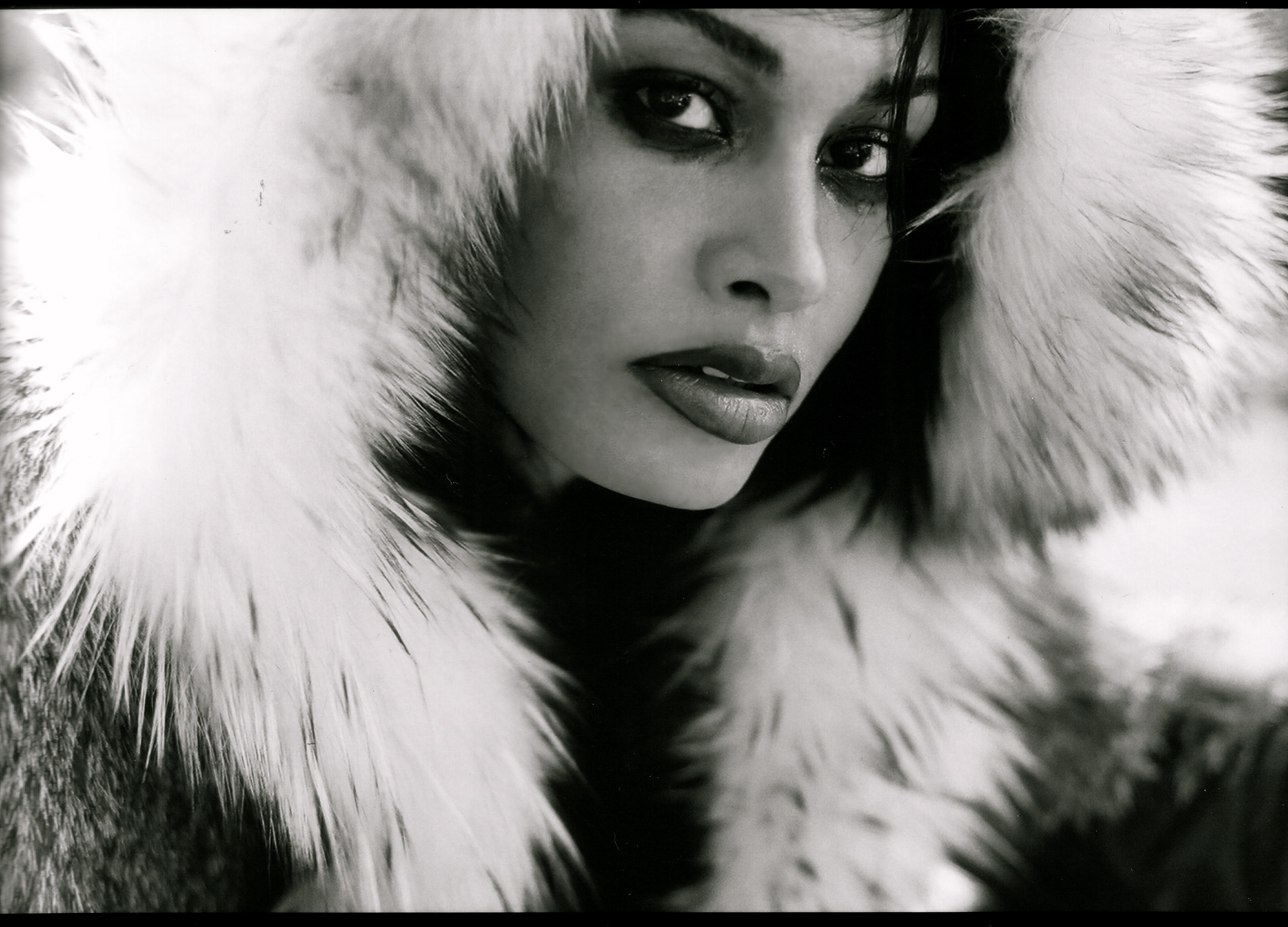
Chrystal Callahanová je americko-kanadská vizuální umělkyně, fotografka, novinářka a modelka narozená v Torontu

- Chrystal Callahanová (* ?) americko-kanadská vizuální umělkyně, fotografka, novinářka a modelka narozená v Torontu
- Blossom Caron (1905–1999), zátiší
- Rosetta Ernestine Carr (1845–1907), portrétní a krajinářská fotografie
- Cynthia Chalková (1913–2018), fotografka přírody
- June Clark (umělkyně) (* 1941), fotografie, sochařství a koláž
- Dana Claxton (* 1959), filmařka, fotografka a performerka Hunkpapa Lakota
- Lynne Cohen (1944-2014), viz seznam amerických fotografek
- Petra Collins (* 1992), portrétní a módní fotografie
- Sorel Cohen (* 1936), portrét, feministka
- Henrietta Constantine (1857–1934), fotografka krajiny
- Marlene Creates (* 1952), vizuální umělkyně
- Caitlin Cronenbergová (* 1984), fotografka a filmařka
- Jill Culiner (* 1945), lidová umělkyně, fotografka a spisovatelka

## D
- Nathalie Daoustová (* 1977), snímky pořízené v hotelových pokojích, milostný hotel v Tokiu, interiéry v Berlíně
- Nancy Davenport (1965), výtvarnice a fotografka
- Moyra Davey (* 1958), umělkyně, jejíž tvorba zahrnuje fotografii, video a psaní
- Sally Davies (umělkyně) (a 1956), malířka a fotografka
- Clara Dennis (1881–1958), obrazy lidí z Nového Skotska a Mi'kmaqu z počátku 20. století
- Susan Dobson (* 1965), fotografka, která se zaměřuje na témata městské krajiny a předměstské kultury
- Julie Doiron (* 1972), fotografka
- Marie-Alice Dumont (1892–1985), portrétní a krajinářská fotografie
- Carol Dunlop (1946–1982), spisovatelka, překladatelka, aktivistka a fotografka
- Chantal duPont (1942–2019), multidisciplinární umělkyně

## E
- Jessica Eatonová (* 1977), minimalistické a geometrické fotografie, které se opírají o efekty přímo ve fotoaparátu
- Julie Enfieldová (* 1956), portrétní fotografka a spisovatelka
- Janieta Eyre (* 1971), kanadská umělecká fotografka narozená v Británii

## G

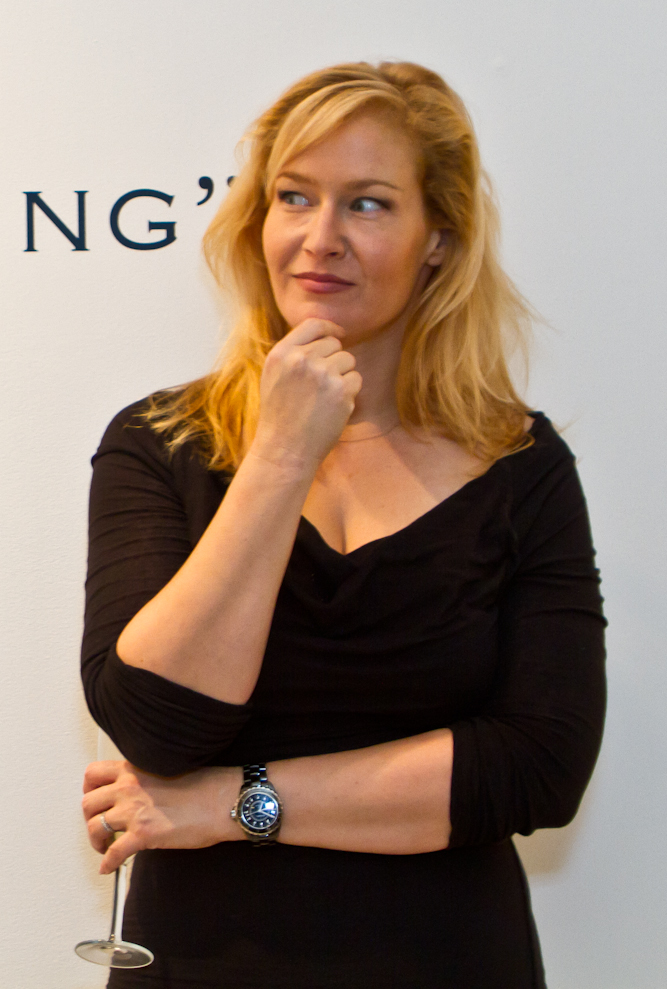
Jill Greenbergová

- Madame Gagné (aktivní 1886-1891), fotografka, se svým manželem v letech 1886 až 1891 v Montréalu provozovala tři ateliéry
- Millie Gamble (1887–1986), raná amatérská fotografka z ostrova prince Edwarda, obrazy života v oblasti Tyronu od roku 1905
- Angela Grauerholz (* 1952), německá fotografka, grafická designérka a pedagožka
- Jill Greenbergová (1967), kanadská fotografka a popová umělkyně
- Mattie Gunterman (1872–1945), amatérská fotografka
- Clara Gutsche (* 1949), fotografka

## H

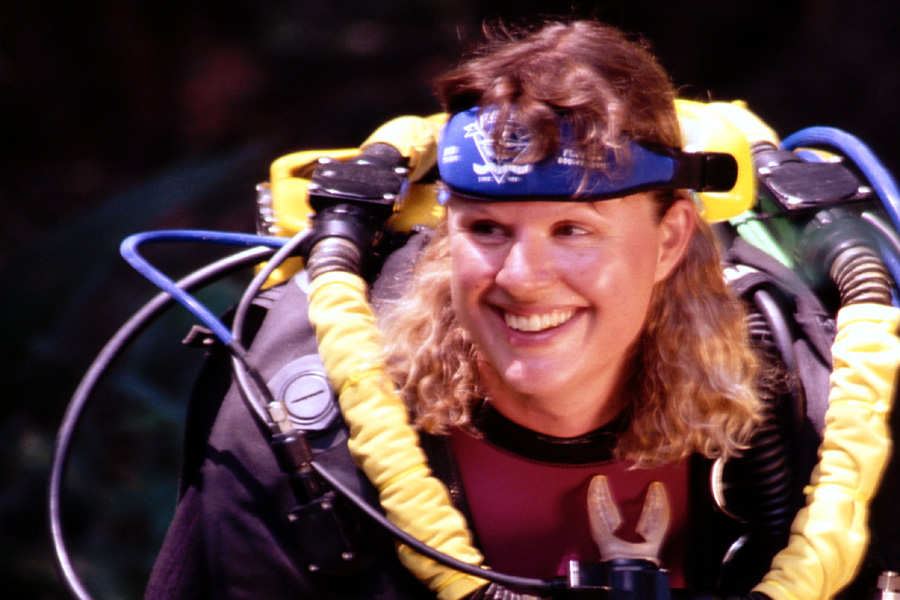
Jill Heinerth (* 1965), jeskynní potápěčka, podvodní fotografka, autorka a dokumentaristka

- Jane Eaton Hamilton (* 1954), spisovatelka, básnířka, výtvarnice a fotografka
- Heidi Hollinger (* 1968), politická fotografka
- Elsie Holloway (1882–1971), fotografka, známá svými portréty a historickými fotografiemi obyvatel Newfoundlandu a okolí
- Jill Heinerth (* 1965), jeskynní potápěčka, podvodní fotografka, autorka a dokumentaristka
- April Hickox (* 1955), umělecká fotografka, zakládající ředitelka Centra současné fotografie Gallery 44 (Gallery 44 Centre For Contemporary Photography)

## J
- Joanne Jackson Johnsonová (* 1943), fotografka
- Valerie Jodoin Keatonová (aktivní od roku 2001), hudební fotografka

## K
- Ruth Kaplan (* 1955), umělkyně a dokumentární fotografka
- Zahra Kazemi (1948–2003), viz seznam íránských fotografek
- Minna Keene (1861–1943), piktorialistická portrétní fotografka - samouk narozená v Německu
- Violet Keene (1893–1987), kanadská fotografka anglického původu
- Marianna Knottenbelt (* 1949), holandsko-kanadská fotografka, architektka a developerka nemovitostí

## L
- Donna Laframboise (* ?), současná fotografka a novinářka
- Christine Laptuta (* 1951) je kanadská fotografka a umělkyně, která žije a tvoří v Portlandu ve státě Oregon
- Laura Letinsky (* 1962), současná fotografka, známá především svými zátišími
- Élise L'Heureux (1827–1896), fotografka z Quebeku z 19. století
- Doreen Lindsay (* 1934), umělkyně a fotografka
- Elaine Ling (1946–2016), fotografka
- Myriam Laplante (* 1954), fotografka a umělkyně

## M
- Mia Matthes (1920-2010), fotografka
- Edith Maybin (1969), fotografka
- Hannah Maynardová (1834–1918), portrétistka a experimentální fotografka
- Jo-Anne McArthur (* 1976), fotoreportérka a aktivistka za práva zvířat
- Helen McCall (1899-1956), fotografka
- Susan McEachern (* 1951), americko-kanadská fotografka, práce často zahrnuje text
- Sheila McKinnon, kanadská fotografka a novinářka
- Meryl McMaster (* 1988), fotografka, jejíž nejznámější dílo zkoumá její domorodé dědictví
- Lorraine Monková (* asi 1926), fotografka, pomohla založit Kanadské muzeum současné fotografie, Řád Kanady za fotografii
- Geraldine Moodie (1854–1945), průkopnická fotografka, její snímky zahrnují lidi kmene Innuitů žijící u Hudsonova zálivu
- Julie Moos (* 1966), umělecká fotografka
- Alexandra Morrison, fotografka
- Marie-Jeanne Musiol (* 1950), švýcarsko-kanadská fotografka
- Nadia Myre (* 1974), současná vizuální umělkyně

## N
- Shelley Niro (* 1954), multidisciplinární umělkyně kmene Mohawků
- Farah Nosh (aktivní od roku 2002), irácko-kanadská fotoreportérka

## P
- Indrani Pal-Chaudhuri (* 1983), indicko-kanadsko-britský feministická režisérka a módní fotografka
- Nancy Petry (* 1931), známá inovacemi v oblasti malby, fotografie, filmu a performativním umění
- Jenny Pike (1922–2004), během druhé světové války vytvořila fotografie v den D, později pracovala jako technička v temné komoře pro kanadskou policii

## R
- Sylvie Readman (* 1958), fotografka

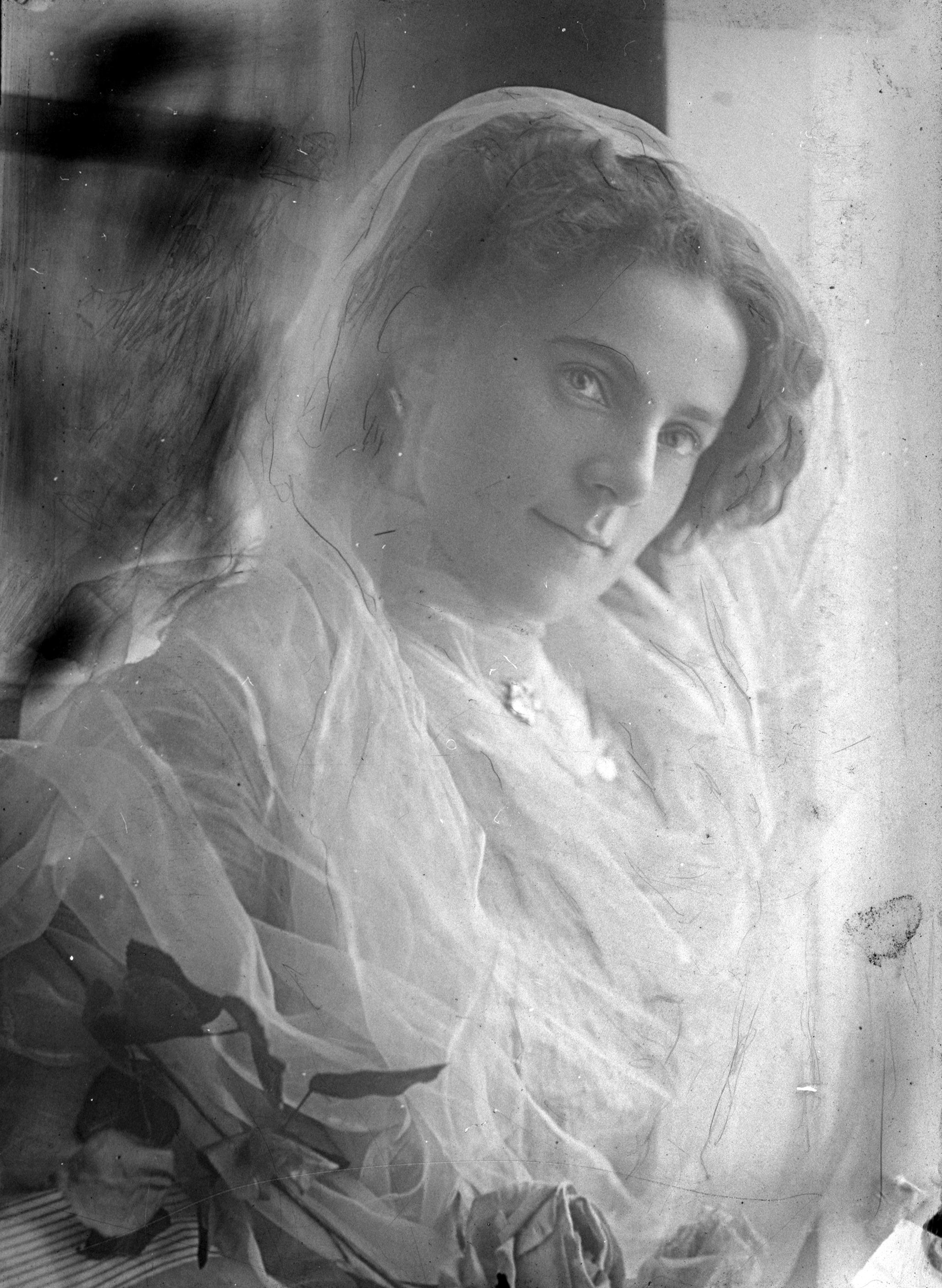
Gladys Reevesová (1890–1974)

- Gladys Reevesová (1890–1974), fotografka
- Nina Raginsky (* 1941), pracovala na volné noze pro National Film Board of Canada, nejznámější frontálními portréty celé postavy
- Dominique Rey (* 1976), fotografka
- Alix Cléo Roubaudová (1952–1983), kanadská fotografka a spisovatelka působící ve Francii

## S
- June Sauer (* 1920), montrealská módní fotografka se specializací na kožešiny
- Faye Schulman (1919–2015), židovská partyzánská fotografka
- Sandra Semchuková (* 1948), fotografka
- Erin Shirreff (* 1975), multidisciplinární umělkyně, věnuje se především fotografii, sochařství a videu
- Floria Sigismondi (1965), italsko-kanadská filmová režisérka, scenáristka, režisérka videoklipů, umělkyně a fotografka
- Leah Singer, fotografka a multimediální umělkyně
- Clara Sipprell (1885–1975), fotografka krajin aktivní na počátku 20. století, známá také svými portréty slavných herců, umělců, spisovatelů a vědců
- Mary Spencer (1857–1938), fotografka
- Barbara Spohr (1955–1987), fotografka
- Elaine Stocki (* 1979), fotografka

## T
- Althea Thauberger (* 1970), vizuální umělkyně
- Diana Thorneycroftová (* 1956), umělkyně a fotografka
- Gayla Trail (* 1973), spisovatelka, zahradnice, návrhářka a fotografka, zakladatelka webu You Grow Girl

## V
- Adriene K. Veninger (* 1958), kanadská umělkyně a fotografka československého původu
- Michelle Valbergová (?)

## W

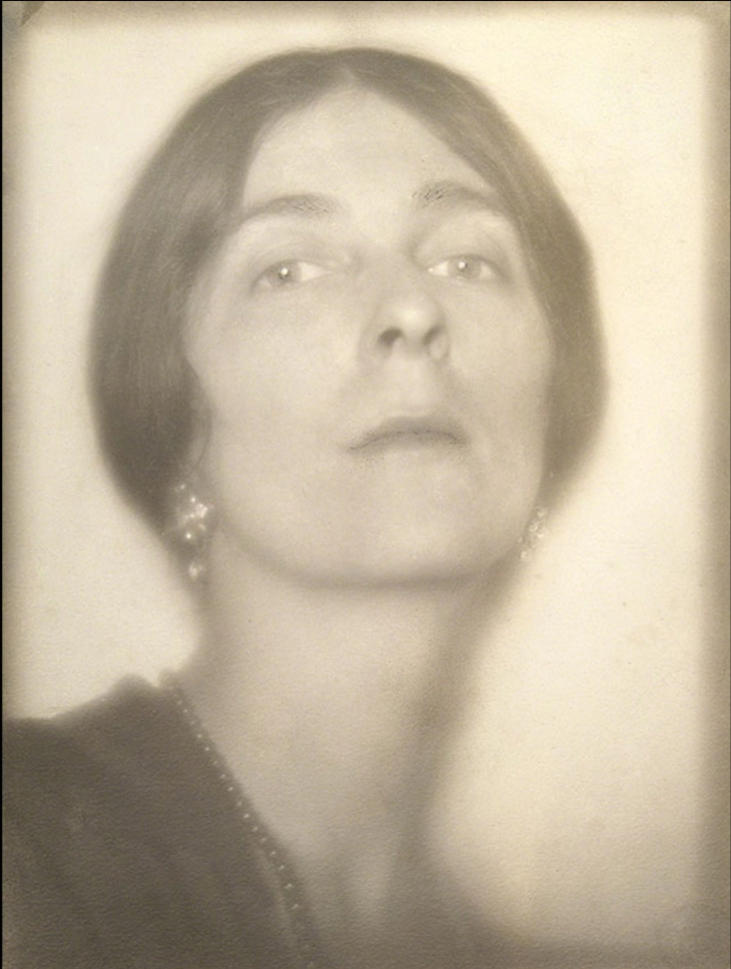
Margaret Watkinsová (1884–1969), reklamní fotografka

- Margaret Watkinsová (1884–1969), reklamní fotografka
- Edith Watsonová (1861–1943), známá svými fotožurnalistickými obrazy každodenního života, pracujících lidí a žen, zejména v Kanadě
- Sally Elizabeth Woodová (1857–1928), fotografka a průkopnice ve východních městech Québecu

## Y
- Jin-me Yoon (1960), jihokorejská multidisciplinární umělkyně, který často pracuje s fotografií, videem a prvky performance